# Edad de oro del librepensamiento
La edad de oro del librepensamiento es una expresión utilizada para describir el período de auge del librepensamiento y su filosofía a finales del siglo XIX en Estados Unidos.
Esta época comienza hacia 1870 y, según Susan Jacoby, se extiende hasta el comienzo de la Primera Guerra Mundial en 1914.
Esta edad de oro se inspira, entre otros acontecimientos:
- en la lectura de las obras de Robert G. Ingersoll
- en la popularización del libro El origen de las especies de Charles Darwin,
- en el impulso del sufragio femenino
- en el avance de otras tendencias sociales, científicas y políticas que cuestionaban tanto la ortodoxia religiosa como las ideas tradicionales sobre una determinada comprensión del mundo.